# 9732 Juchnovski
9732 Juchnovski eller 1984 SJ7 är en asteroid i huvudbältet som upptäcktes den 24 september 1984 av de båda bulgariska astronomerna Vladimir Sjkodrov och Violeta G. Ivanova vid Rozhen-observatoriet. Den är uppkallad efter Ivan Juchnovski.
Asteroiden har en diameter på ungefär 5 kilometer.